# Domašín

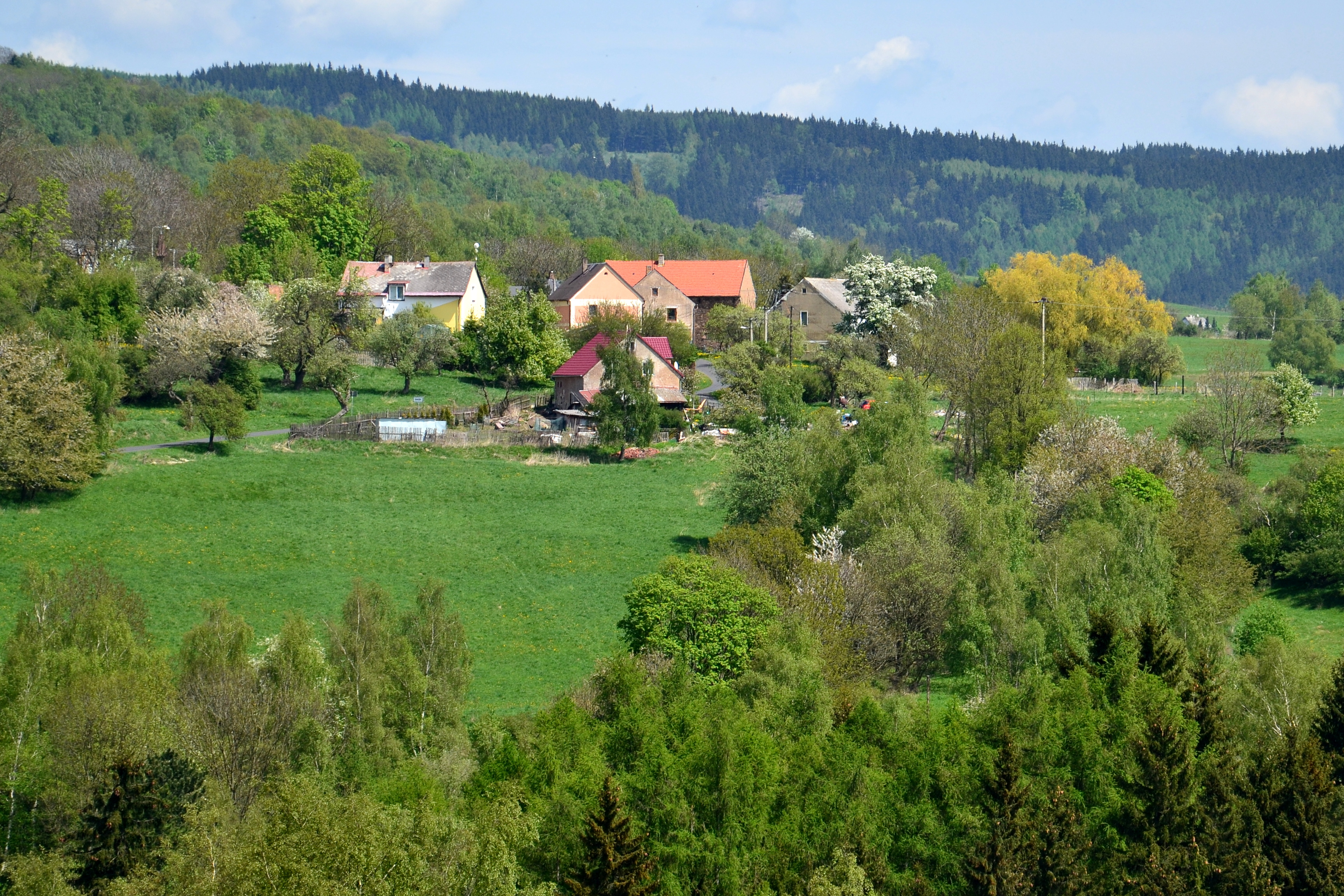
Domašín (Mai 2015)

Domašín (deutsch Tomitschan) ist eine Gemeinde im Ústecký kraj in Tschechien. 

## Geografie

### Lage
Domašín liegt etwa sechs Kilometer nördlich von Klášterec nad Ohří an der Südabdachung des Erzgebirges.

### Ortsgliederung
Die Gemeinde Domašín besteht aus den Ortsteilen Domašín (Tomitschan), Louchov (Laucha), Nová Víska (Neudörfel b. Reischdorf) und Petlery (Bettlern). Grundsiedlungseinheiten sind Domašín, Louchov, Nová Víska, Petlery und Podmilesy (Pöllma). Zu Domašín gehört außerdem die Wüstung Krčma (Kretscham).
Das Gemeindegebiet gliedert sich in die Katastralbezirke Domašín u Klášterce nad Ohří, Louchov, Nová Víska u Domašína, Petlery und Podmilesy.

### Nachbarorte
|                      | Kryštofovy Hamry (Christophhammer)          |                      |
| Měděnec (Kupferberg) | Kompassrose, die auf Nachbargemeinden zeigt | Výsluní (Sonnenberg) |
|                      | Klášterec nad Ohří (Klösterle an der Eger)  |                      |

## Geschichte
Der Ursprung des Dorfnamens kommt aus dem Eigennamen Domaslav (Domaš) und bezeichnete Domašův Hof. Das Dorf wurde auch Thomaczin, Tometschen, Domaczino, Tamiczow und mit der deutschen amtlichen Bezeichnung Tomitschan genannt.
Die erste schriftliche Nachricht stammt aus 1431. Damals wurde aufgrund eines Vertrages das Eigentum zwischen Alesch und Wilhelm von Schönburg geteilt. Jedem von ihm fiel eine Hälfte des Dorfes zu. 1449 wurde es von Wilhelm von Ileburg als Teil der Herrschaft Neu Schönburg gekauft, aber bereits 1453 trat er es seinen Gläubigern den Brüdern von Vitzthum, Andreas von Kauffungen und Nikolaus Pflugk ab. 1552 erhielt Bohuslav Felix von Lobkowicz die königliche Bewilligung Wernsdorf (Vernéřov) und die Erbdörfer der Schönburger zu kaufen. Ab diesem Zeitpunkt gehörte das Dorf der Herrschaft von Wernsdorf. Die Lobkowicz verloren das Dorf 1594, als Georg Popel von Lobkowicz beim Kaiser Rudolf II. in Ungnade fiel und sein Eigentum konfisziert wurde. 1606 verkaufte die königliche Schatzkammer das Dorf an Elias Schmidtgräbner von Lustenegg, der Erbeigentümer wurde. Wegen seiner Teilnahme an der Schlacht am Weißen Berg wurden 1622 seine Güter konfisziert und an Jaroslav Borsita Graf von Martinic weitergegeben. Ein Jahr später erhielt die Tochter des ursprünglichen Besitzers Schmidtgräbner das Dorf wieder zurück, deren Familie es dann bis 1700 behielt. Nächster Eigentümer wurde Wenzel Ernst, Markgraf von Bayreuth. Nach seinem Tod übernahmen 1740 Wenzel Chotek von Chotkow die Herrschaft. Es kam noch zu einigen Eigentümerwechseln, bis 1857 im Dorf  Hugo Korb von Weidenheim ansässig wurde, dessen Familie das Gut bis 1945 besaß.
Tomitschan war ab der Mitte des 19. Jahrhunderts  Teil des Bezirks Luditz.

## Entwicklung der Einwohnerzahl
| Jahr | Einwohnerzahl |
| ---- | ------------- |
| 1869 | 242           |
| 1880 | 254           |
| 1890 | 254           |
| 1900 | 258           |
| 1910 | 262           |

| Jahr   | Einwohnerzahl |
| ------ | ------------- |
| 1921   | 225           |
| 1930   | 192           |
| 1950   | 12            |
| 1961 1 | 235           |
| 1970 1 | 224           |

| Jahr   | Einwohnerzahl |
| ------ | ------------- |
| 1980 1 | 185           |
| 1991 1 | 120           |
| 2001 1 | 153           |
| 2011 1 | 186           |

## Wirtschaft
Bereits seit dem 14. Jahrhundert wurden im Ort durch italienische Prospektoren Achate gesammelt, die für Mosaiken verwendet wurden. 1623 begann im Dorf der Weinbau. Der größte Teil der Bevölkerung war jedoch in der Landwirtschaft und Viehzucht tätig. Ab Anfang des 18. Jahrhunderts wurde von Wenzel Ernst Markgraf von Bayreuth eine Waffenmanufaktur eingerichtet. Diese leitete seit 1766 der Waffenmeister Johann Wenzel Nitsch.